# دنیای دیوانه (بازی ویدئویی)
دنیای دیوانه (به انگلیسی: Madworld) یک بازی ویدئویی در سبک هک اند اسلش و مبارزه ای است که توسط کمپانی سگا برای کنسول نینتندو وی در سال ۲۰۰۹ منتشر شد. این بازی به دلیل گرافیک و گیم پلی متفاوت مورد تحسین منتقدین قرار گرفت. سبک بصری این بازی برگرفته از کمیک شهر گناه اثر فرانک میلر است. همچنین به دلیل خشونت بسیار زیادش با جنجال های بسیاری همراه بود. در سال ۲۰۱۲ این بازی برای کنسول های ایکس باکس ۳۶۰ و پلی استیشن ۳ پورت شد.
| گردآورنده  | امتیاز |
| ---------- | ------ |
| گیم‌رنکینگز | 83.07% |
| متاکریتیک  | 81/100 |

| ناشر                | امتیاز |
| ------------------- | ------ |
| وان‌آپ.کام           | A−     |
| سی‌وی‌جی              | 8/10   |
| اج                  | 6/10   |
| یوروگیمر            | 7/10   |
| فامیتسو             | 31/40  |
| گیم اینفورمر        | 9/10   |
| گیم‌پرو              | [ ۱۴ ] |
| گیم‌اسپات            | 7.5/10 |
| گیم‌اسپای            | [ ۱۶ ] |
| گیمز ریدار+         | [ ۱۷ ] |
| گیم‌تریلرز           | 8.5/10 |
| هایپر               | 9/10   |
| آی‌جی‌ان              | 9/10   |
| نینتندو لایف        | 9/10   |
| نینتندو پاور        | 9/10   |
| نینتندو ورلد ریپورت | 9/10   |
| مجله رسمی نینتندو   | 85%    |
| ایکس پلی            | [ ۲۵ ] |